# Kira Horn
Kira Leonie Horn (* 12. Februar 1995 in Hamburg) ist eine deutsche Hockeyspielerin, die 2019 und 2021 mit den deutschen Damen Europameisterschaftszweite war.

## Sportliche Karriere
Die Abwehrspielerin Kira Horn spielte für den Uhlenhorster HC, bevor sie zum Club an der Alster wechselte. Mit dem Club an der Alster war sie 2018 und 2019 Deutsche Meisterin.
Von 2010 bis 2016 nahm sie an 55 Länderspielen in den verschiedenen Altersklassen im Juniorinnen-Bereich teil. Ihr größter Erfolg war der fünfte Platz 2016 bei der U21-Weltmeisterschaft.
2018 debütierte sie in der Nationalmannschaft. Im Jahr darauf bei der Europameisterschaft 2019 in Antwerpen belegten die deutschen Damen in der Vorrunde den zweiten Platz hinter den Engländerinnen, das Spiel zwischen den beiden Mannschaften endete 1:1. Im Halbfinale schlugen die Deutschen die Spanierinnen mit 3:2, im Finale unterlagen sie den Niederländerinnen mit 0:2. 2021 fand die Europameisterschaft in Amstelveen statt. Die deutsche Mannschaft gewann ihre Vorrundengruppe vor den Belgierinnen. Im Halbfinale siegte die deutsche Mannschaft mit 4:1 gegen Spanien, im Finale siegten die Niederländerinnen mit 2:0. Bei den Olympischen Spielen in Tokio belegte die deutsche Mannschaft den zweiten Platz in der Vorrunde. Im Viertelfinale schieden die Deutschen mit 0:3 gegen die Argentinierinnen aus. 2022 belegte Horn mit der deutschen Mannschaft den vierten Platz bei der Weltmeisterschaft. Im Jahr darauf wurde die Mannschaft Dritte bei der Europameisterschaft in Mönchengladbach. Bei den Olympischen Spielen 2024 in Paris belegte Horn mit der deutschen Mannschaft in der Vorrunde den dritten Platz. Im Viertelfinale unterlagen die Deutschen den Argentinierinnen im Shootout.
Kira Horn bestritt 87 Länderspiele. (Stand 14. Juni 2024) 